# Факультет математики, фізики та інформаційних технологій ОНУ імені І. І. Мечникова
Факультет математики, фізики та інформаційних технологій — факультет Одеського національного університету ім. І. І. Мечникова, створений 2019 року шляхом об'єднання фізичного і механіко-математичного факультетів.

## Історична довідка
Фізичний факультет заснований під час відкриття Новоросійського університету у 1865 році.
На той час на факультеті працювало дві кафедри: кафедра фізики і фізичної географії та кафедра астрономії. Експериментальні дослідження здійснювались у двох кабінетах цих кафедр.
В 1920 році після реформи вищої школи на основі фізичного і математичного факультетів університету було відкрито фізико-математичний інститут, який в подальшому (у 1921 році) було приєднано до інституту народної освіти.
В 1933 році відновилась активна підготовка спеціалістів на фізичному факультеті на кафедрах експериментальної фізики, рентгенофізики та теоретичної фізики.
В 1936 році фізичний і математичний факультети об'єднались в один фізико-математичний факультет.
З 1960 року фізичний факультет знову працює самостійно.
В свій час на факультеті працювали видатні вчені професори Ф. М. Шведов, М. О. Умов, О. В. Богатський, В. П. Цесевич, В. В. Сердюк і інші.

## Навчання
Підготовка студентів та наукова діяльність факультету ведуться в безпосередній співпраці з науково-дослідним інститутом фізики ОНУ, інститутом горіння та нетрадиційних технологій ОНУ, астрономічною обсерваторією ОНУ та іншими науковими установами.
Факультет здійснює підготовку бакалаврів, спеціалістів і магістрів за спеціалізаціями:
- Фізика напівпровідників і діелектриків — на кафедрі експериментальної фізики;
- Хімічна фізика — на кафедрі загальної і хімічної фізики;
- Теплофізика дисперсних систем і фізика низькотемпературної плазми — на кафедрі теплофізики;
- Фізики твердого тіла і твердотільної електроніки — на кафедрі твердого тіла і твердотільної електроніки (ФТТ і ТЕ);
- Теоретичної фізики — на кафедрі теоретичної фізики;
- Астрофізики — на кафедрі астрономії.
- Медична фізика — на кафедрах експериментальної фізики та загальної фізики.

Навчання бакалаврів ведеться за напрямами:
- фізика;
- астрономія;
- прикладна фізика.

Навчання спеціалістів і магістрів ведеться за спеціальностями:
- фізика;
- астрономія;
- медична фізика.

Бакалаври фізики навчаються на відділеннях:
- менеджменту науки та наукомістких технологій;
- комп'ютерної фізики;
- науково-педагогічному;

Бакалаври астрономії навчаються на відділеннях:
- фізики зір і космологія;
- космічні геоінформаційні технології.

## Структурні підрозділи факультету
- Кафедра астрономії

Завідувач кафедри, доктор фізико-математичних наук, професор — Андріевський Сергій Міхайлович.
- Кафедра загальної та хімічної фізики

Завідувач кафедри доктор фізико-математичних наук, професор — Золотко Андрій Ніконович
- Кафедра теоретичної фізики

Завідувач кафедри, доктор фізико-математичних наук, професор — Адамян Вадим Мовсесович
- Кафедра теплофізики

Завідувач кафедри теплофізики, доктор фізико-математичних наук, професор — Калинчак Валерій Володимирович
- Кафедра фізики твердого тіла і твердотільної електроніки

Завідувач кафедри — професор, доктор фізико-математичних наук Птащенко Олександр Олександрович
- Кафедра експериментальної фізики

Завідувач кафедрою — Сминтина Валентин Андрійович, заслужений діяч науки і техніки України, доктор фізико-математичних наук, професор, академік АН Вищої школи.